# Karl Erik Andersson i Esta
Karl Erik Andersson (i riksdagen kallad Andersson i Esta), född 9 februari 1766 i Österhaninge socken, Stockholms län, död 7 september 1821 i Sättersta socken, Södermanlands län, var en svensk riksdagsman i bondeståndet. Han var son till Frälseinspektor Anders Zetterberg och Maria Jansdotter.
Andersson företrädde Rönö härad av Södermanlands län vid riksdagen 1809–1810.